# Cal Fuster (Riner)
Cal Fuster és una masia situada al municipi de Riner, a la comarca catalana del Solsonès. Es troba prop de la confluència de la rasa de Villorbina amb el riu Negre.